# Thinophilus taylori
Thinophilus taylori är en tvåvingeart som beskrevs av Octave Parent 1939. Thinophilus taylori ingår i släktet Thinophilus och familjen styltflugor. Inga underarter finns listade i Catalogue of Life.